# Gerda Zielfeldt
Gerda Amalia Zielfeldt, född 4 december 1893 i Stockholm, död 1947 på Södra Ljusterö, Stockholms län, var en svensk målare. 
Hon var dotter till Gottfrid Zielfeldt och Berta Maria Vilhelmina Kitzing och gift med Karl Frithiof Wistedt. Zielfeldt arbetade vid Rörstrands porslinsfabrik 1913–1921 som porslinsmålare därefter studerade hon vid Konsthögskolan 1922–1926 och var även under en tid elev vid Wilhelmsons målarskola. Hon medverkade i utställningar arrangerade av Sveriges allmänna konstförening på Liljevalchs konsthall. Hennes konst består av stilleben och landskapsskildringar.